# جارل ادی
جارل ادی (انگلیسی: Jarell Eddie؛ زادهٔ ۳۰ اکتبر ۱۹۹۱) بازیکن بسکتبال اهل ایالات متحده آمریکا است.
از باشگاه‌هایی که در آن بازی کرده‌است می‌توان به آستین توروس اشاره کرد.